# Wilhelm Marstrand
Nicolai Wilhelm Marstrand (né le 24 décembre 1810 à Copenhague et mort le 24 mars 1873 dans la même ville) est un peintre danois, frère du militaire Osvald Marstrand et de l'industriel et homme politique Troels Marstrand. Wilhelm Marstrand est l'un des artistes les plus en vue de son époque ; élève de Christoffer Wilhelm Eckersberg à l'Académie royale des beaux-arts du Danemark de 1826 à 1833, il sera l'un des représentants, avec quelques autres élèves de Eckersberg, de l'âge d'or danois. Il devient membre de l'Académie royale des beaux-arts en 1843, en devient professeur en 1848 et directeur de 1853 à 1857 puis de 1863 à sa mort.
Parmi ses œuvres majeures figurent Fête hors des murs de Rome un soir d'octobre et Citoyens romains rassemblés dans la joie dans une osteria (Romerske Borgere forsamlede til Lystighed i et Osteri en danois) peintes en 1839, ainsi que ses peintures d'histoire monumentales Christian IV sur le Trefoldigheden (1865) et Christian IV jugeant Christoffer Rosenkrantz (1864-66), décorant ou ayant décoré la cathédrale de Roskilde.

## Œuvres

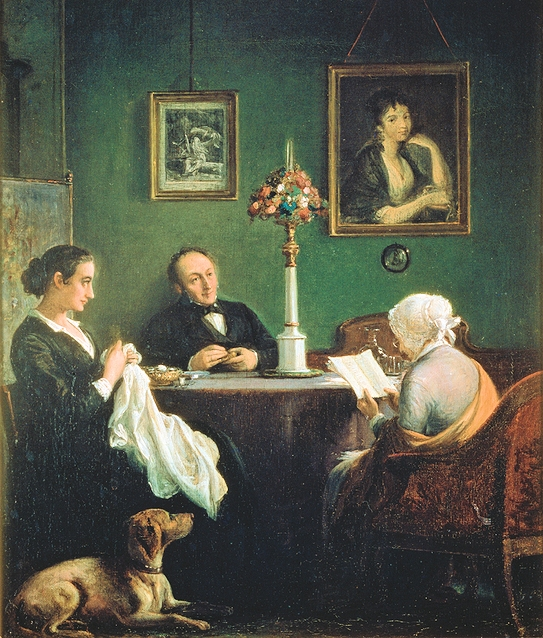
Johanne Luise Heiberg, Johan Ludvig Heiberg et Thomasine Gyllembourg, 1870